# Le donne non sono tutte uguali
Le donne non sono tutte uguali (Different for Girls) è un film del 1996 diratto da Richard Spence. Il film, dopo la sua anteprima avvenuta al Montreal World Film Festival, ha avuto una distribuzione limitata nelle sale il 12 settembre 1997.

## Trama
Paul Prentice e Karl Foyle erano amici durante la scuola. Il primo difendeva il secondo dagli attacchi violenti dei suoi compagni di classe, che lo ridicolizzavano per essere effeminato.
Alcuni anni dopo si riuniscono per caso, quando Paul, in motocicletta, impatta con il taxi in cui c'era Karl (che si è sottoposto a un intervento chirurgico di riassegnazione sessuale e si chiama Kim). Egli è inizialmente sorpreso di scoprire questa cosa e le chiede di riallacciare i loro rapporti.
Il loro primo appuntamento va male e Kim presume che sia perché Paul è nervoso a causa sua. Quest'ultimo porta dei fiori alla donna sul suo posto di lavoro ed escono di nuovo. Questo appuntamento va meglio e, infine, vanno da Paul a sentire della musica.
I due continuano a trascorrere del tempo insieme, con Paul che insegna a Kim come guidare una moto. Ma la loro cena, a casa di lei, è disastrosa. Paul, faticando a capire le questioni transgender, beve troppo e finisce nel cortile, fuori dall'appartamento di Kim, con il suo pene esposto al pubblico. Arriva la polizia e Paul viene arrestato per esposizione indecente. Kim appoggia una mano su uno degli ufficiali e per questo viene fermata per oltraggio alla giustizia. Nel furgone della polizia, uno degli agenti fa commenti crudi su Kim e le mette la mano sotto la gonna. Paolo interviene e per questo viene percosso dall'ufficiale.
Alla stazione di polizia Paul è accusato di aver aggredito lo sbirro. Kim, il suo unico testimone, è terrorizzata di essere nei guai ed è intimidita dalla polizia di tacere. Lei fugge a casa di sua sorella.
Al processo di Paul, sulle accuse di aggressione, Kim è in grado di raccogliere il suo coraggio e testimoniare per lui. Paul viene comunque condannato con una multa simbolica. Un giornalista del tribunale cerca di comprare la storia dei due ma loro si rifiutano. Tornano a casa di Kim, dove Paul è sorpreso e felice di scoprire che lui e la donna sono sessualmente ed emotivamente compatibili; fanno l'amore
Paul, alla disperata ricerca di denaro dopo il recupero della sua moto, vende la storia di Kim a un tabloid londinese. Con la storia su tutti i giornali quest'ultima pensa che verrà licenziata dalla società di biglietti di auguri in cui lavora. Invece, il suo capo sembra stimarla di più.
Mentre il film volge al termine viene rivelato che Kim e Paul vivono insieme e che è stata un'idea di Kim vendere la storia.

## Accoglienza

### Incassi
Il film ha incassato 300.645 dollari americani.

### Critica
Su Rotten Tomatoes il film detiene il 48% di recensioni positive con un voto medio di 5.8/10.
FilmTv.it ha dato al film un voto di 3 stelle su 5 scrivendo: "Discreto, nonostante la "scivolosità" del tema".

## Riconoscimenti
- Grand Prix des Amériques al Montreal World Film Festival del 1996.
- Premio della critica al Sundance Film Festival del 1996.
- Candidatura ai GLAAD Media Awards 1998 nella categoria miglior film della piccola distribuzione.